# ليرد كريغار
ليرد كريغار (بالإنجليزية: Laird Cregar)‏ مواليد 28 يوليو 1913 في فيلادلفيا - الوفاة 9 ديسمبر 1944 في لوس أنجلوس، هو ممثل أمريكي بدأ مسيرته الفنية سنة 1938.

## الأعمال
- دماء ورمال (1941)
- البجعة السوداء (1942) (بدور: هنري مورغان)
- مرحا فريسكو مرحا (1943)
- الجنة يمكن أن تنتظر (1943)

## روابط خارجية
- ليرد كريغار على موقع IMDb (الإنجليزية)
- ليرد كريغار على موقع أول موفي (الإنجليزية)
- ليرد كريغار على موقع قاعدة بيانات الأفلام السويدية (السويدية)
- ليرد كريغار على موقع إن إن دي بي (الإنجليزية)
- ليرد كريغار على موقع قاعدة بيانات الفيلم (الإنجليزية)